# Thorsten Benner

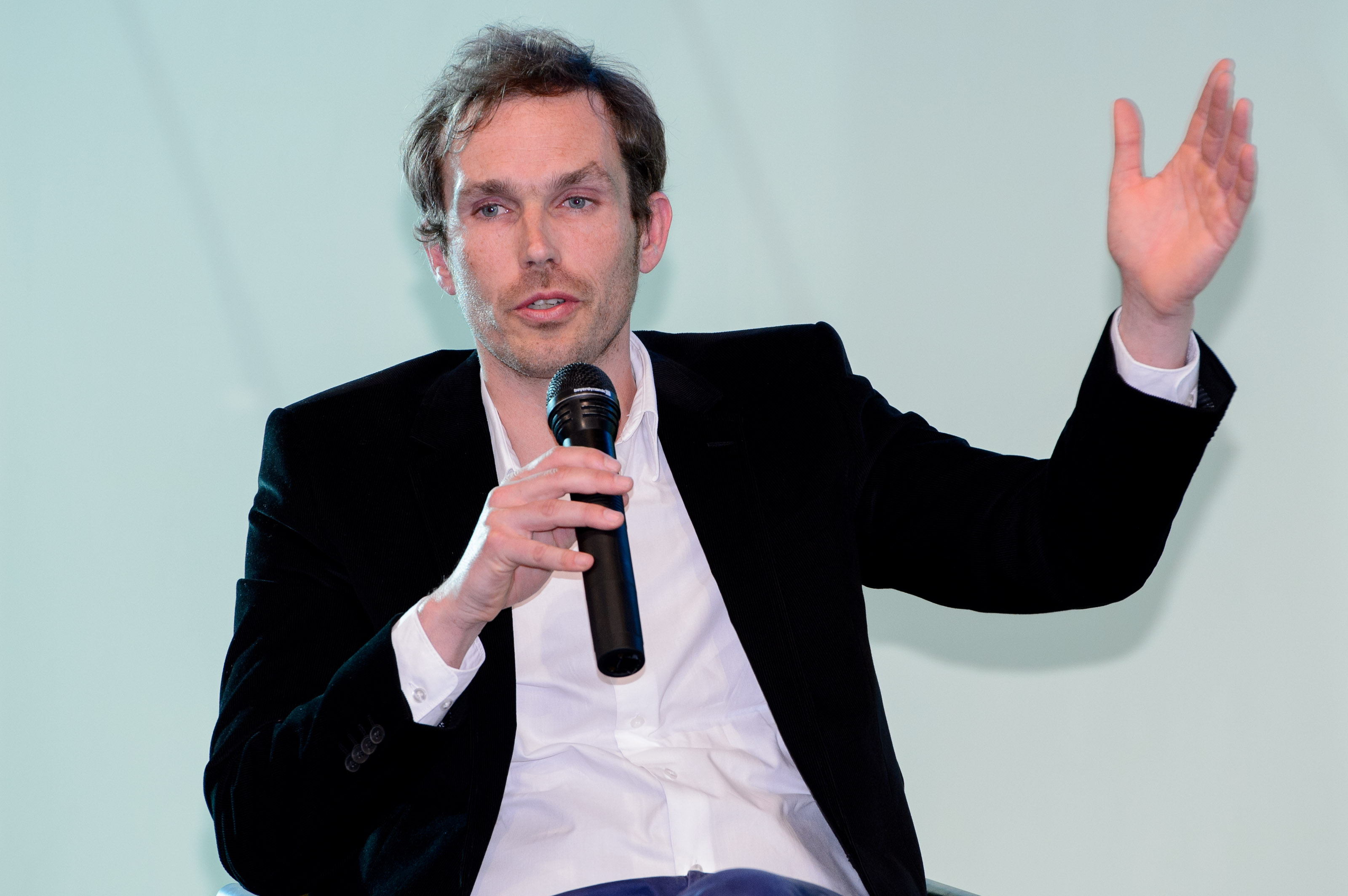
Thorsten Benner, 2013

Thorsten Benner (* 1973 in Freudenberg bei Siegen) ist ein deutscher Politologe, Mitbegründer und Direktor des Non-Profit Think tanks Global Public Policy Institute (GPPi) in Berlin.
Thorsten Benner studierte Politikwissenschaft, Geschichte und Soziologie an der Universität Siegen, der University of York (Vereinigtes Königreich) und der University of California in Berkeley (USA). Von 2001 bis 2003 war er McCloy Scholar an der Harvard Kennedy School of Government, wo er einen Master in öffentlicher Verwaltung erhielt. Er erhielt Stipendien von der Friedrich-Ebert-Stiftung, dem Deutschen Akademischen Austauschdienst (DAAD) und der Studienstiftung des deutschen Volkes.
Thorsten Benner kommentiert unter anderem in der Zeit, der International New York Times, der Financial Times, dem Foreign Affairs, dem Handelsblatt, der SZ und der FAZ, sowie der NZZ. Zur aktuellen Politik in Deutschland wird er ebenso in der Times zitiert.
Zu seinen Veröffentlichungen gehören The New World of UN Peace Operations: Learning to Build Peace? (Oxford University Press, 2011) und Critical Choices. The United Nations, Networks, and the Future of Global Governance (Ottawa, 2000).

## Werke
- mit Jan Gaspers, Mareike Ohlberg, Lucrezia Poggetti, and Kristin Shi-Kupfer: Authoritarian Advance: Responding to China's Growing Political Influence in Europe. Global Public Policy Institute and Mercator Institute for China Studies, Berlin 2018, OCLC 1023590846.